# Cubelo de Głogów

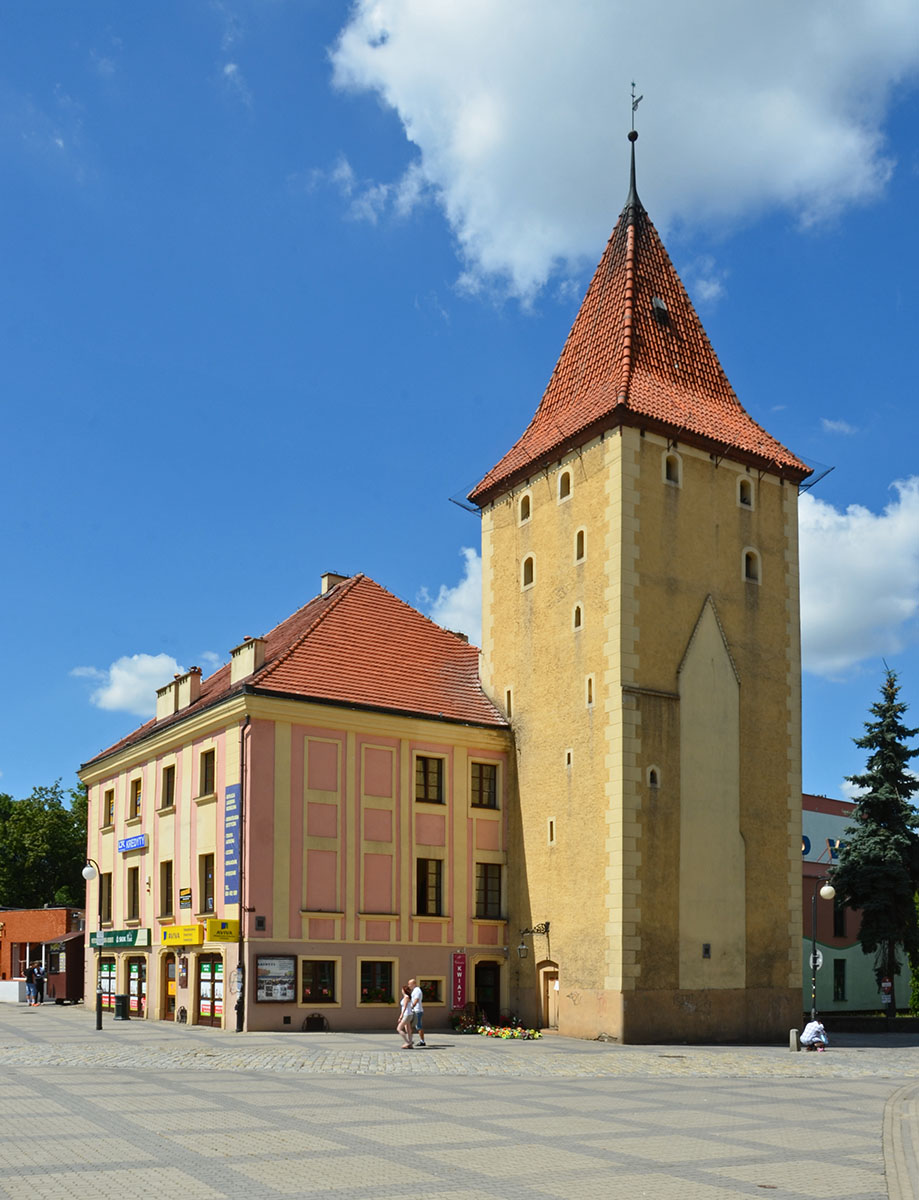
O Cubelo de Głogów

O Cubelo de Głogów (al. Pulverturm, Glogauer Torturm – construção gótica da metade do século XIV em Lubin situada na parte noroeste do Mercado.

## Descrição
Construção gótica emergida no plano de quadrado, dos tempos da construção das muralhas defensivas da cidade da metade do século XIV, elevada no século XVI.  Reconstruída novamente no século XVIII e XIX. Partes mais baixas foram feitas de pedra e tijolo, mais altas de tijolo. Telhado no pavilhão do século XIX.  O portão de Głogów consiste no edifício do portão, tangente do Norte com uma torre e portão de frente antes das muralhas. No edifício do portão ficava uma passagem de 6 m de altitude ligada com a ponte basculante de altitude inicial 10 m (depois de 20 m). Ao portão ficava muralha defensiva dupla e fosso triplo com três pontes dum qual foi basculante. A parede nordeste do cubelo aderiu a um edifício de três andares do século XVIII.

## Estado atual
Uma torre de portão de seis andares e uma construção característica de Lubin. O objeto foi construído no plano quadrado. As partes mais baixas são feitas de pedra, mais altas de tijolo. Toda fechada e coberta por gesso. As janelas góticas de vários tamanhos são irregularmente postas nos molduras de pedra, maiores acima da torre, menores abaixo do edifício. O objeto é coberto por telhado quadril de cerâmica. A atenção atrai a marca da muralha defensiva na parede norte, que ilustra a altitude inicial de fortificações urbanas.

## Funções
No século XVII e XVIII a torre cumpria a função de prisão urbana e isso salvou a da destruição. Em 1908 foi arranjado o museu municipal que funcionou até 1945. Durante as lutas no fim da Segunda Guerra Mundial ficou danificada gravemente e só em 1957 foi assegurada contra a destruição completa. Depois da renovação foi usada, entre outros, pelo filial da Sociedade Polaca de Turismo (pl. Polskie Towarzystwo Turystyczno-Krajoznawcze - PTTK) de Lubin como um albergue de juventude. Atualmente o edifício é usado por Clube Alpino de Lubin, Clube do Turismo de Montanha "Problem", Associação dos Criadores da Cultura, Associação dos Amantes da Regiao de Lubin e Associação de Graduados da Escola Secundária nº 1 em Lubin "Absolwent".

## Literatura
1. S.Tokarczuk, Lubin: dzieje miasta, Wydawnictwo Dolnośląskie; Wrocław 2003r. ISBN 83-7384-012-5 (pág.15)